# Solariella anoxia
Solariella anoxia är en snäckart som beskrevs av Dall 1927. Solariella anoxia ingår i släktet Solariella och familjen pärlemorsnäckor. Inga underarter finns listade i Catalogue of Life.